# 佐賀県道228号肥前竜王停車場線
佐賀県道228号肥前竜王停車場線（さがけんどう228ごう ひぜんりゅうおうていしゃじょうせん）は、佐賀県杵島郡白石町を通る一般県道である。

## 概要
杵島郡白石町大字坂田のJR九州長崎本線 肥前竜王駅前から国道207号交点を結ぶ。

### 路線データ
- 起点：佐賀県杵島郡白石町大字坂田（JR九州長崎本線 肥前竜王駅前）
- 終点：佐賀県杵島郡白石町大字坂田（国道207号交点）

## 地理

### 通過する自治体
- 杵島郡白石町

### 交差する道路
| 交差する道路 | 交差する場所 | 交差する場所 |
| ------------ | ------------ | ------------ |
| 国道207号    | 大字坂田     | 終点         |

### 沿線
- JR九州長崎本線 肥前竜王駅
- 有明スカイパークふれあい郷（終点付近）